# Босилово
Босилово (мкд. Босилово) је насеље у Северној Македонији, у југоисточном делу државе. Босилово је седиште истоимене општине.

## Географија
Босилово је смештено у југоисточном делу Северне Македоније. Од најближег града, Струмице, насеље је удаљено 8 km источно.
Насеље Босилово се налази у историјској области Струмица. Насеље је положено у средишњем делу плодног Струмичког поља. Јужно од насеља протиче река Струмица. Надморска висина насеља је приближно 215 метара.
Месна клима је блажи облик континенталне због близине Егејског мора (жарка лета).

## Историја
По статистици секретара Бугарске егзархије, 1905. године у Босилову је живело 320 Словена егзархиста и радила је бугарска школа.

## Становништво
Босилово је према последњем попису из 2021. године имало 1.273 становника.
| Национални састав према попису из 2021.‍ | Национални састав према попису из 2021.‍ | Национални састав према попису из 2021.‍ | Национални састав према попису из 2021.‍ | Национални састав према попису из 2021.‍ |
| --------------------------------------- | --------------------------------------- | --------------------------------------- | --------------------------------------- | --------------------------------------- |
|                                         |                                         |                                         |                                         |                                         |
| Македонци                               | Македонци                               |                                         | 1.217                                   | 95,6%                                   |
| непописани                              | непописани                              |                                         | 52                                      | 4,1%                                    |

Претежна вероисповест месног становништва је православље.